# Liste der Baudenkmäler in Niederrieden
Auf dieser Seite sind die Baudenkmäler in der schwäbischen Gemeinde Niederrieden zusammengestellt. Diese Tabelle ist eine Teilliste der Liste der Baudenkmäler in Bayern. Grundlage ist die Bayerische Denkmalliste, die auf Basis des Bayerischen Denkmalschutzgesetzes vom 1. Oktober 1973 erstmals erstellt wurde und seither durch das Bayerische Landesamt für Denkmalpflege geführt wird. Die folgenden Angaben ersetzen nicht die rechtsverbindliche Auskunft der Denkmalschutzbehörde.

## Baudenkmäler nach Ortsteilen

### Niederrieden
| Lage                          | Objekt                            | Beschreibung | Akten-Nr.    | Bild           |
| ----------------------------- | --------------------------------- | --- | ------------ | -------------- |
| Hauptstraße 8 (Standort)      | Ehemaliges Pfründehaus            | Kleiner, zweigeschossiger Satteldachbau mit Fachwerk, wohl Mitte 19. Jahrhundert | D-7-78-177-2 | weitere Bilder |
| Hauptstraße 12 (Standort)     | Kleinhaus                         | Erdgeschossiger Mansardenwalmdachbau mit Schopf und Fußwalm, Anfang 20. Jahrhundert | D-7-78-177-8 | Kleinhaus      |
| Hauptstraße 17 1/2 (Standort) | Katholische Pfarrkirche St. Georg | Saalbau mit Stichkappentonne und eingezogenem Chor, westlicher Satteldachturm, nördlich am Chor Sakristeianbau mit Walmdach und dreiseitigem Schluss, im Kern zweite Hälfte 15. Jahrhundert, Umgestaltung Ende 17. Jahrhundert und 18. Jahrhundert; mit Ausstattung | D-7-78-177-3 | weitere Bilder |
| Hauptstraße 17 1/2 (Standort) | Ölbergkapelle                     | Walmdachbau mit Figurengruppe um 1500, 18. Jahrhundert; im Friedhof | D-7-78-177-7 | weitere Bilder |
| Hauptstraße 18 (Standort)     | Pfarrhof                          | Zweigeschossiger Walmdachbau mit profiliertem Traufgesims, 1769 errichtet, erneuert | D-7-78-177-4 | Pfarrhof       |
| Hauptstraße 19 (Standort)     | Bauernhaus                        | Stattlicher Mittertennbau, zweigeschossiger Satteldachbau mit Giebelgesimsen, 17./18. Jahrhundert, erneuert | D-7-78-177-5 | weitere Bilder |
| Hauptstraße 20 (Standort)     | Flachrelief                       | Bezeichnet 1544 | D-7-78-177-6 | weitere Bilder |

### Weiler Niederrieden
| Lage                                          | Objekt                          | Beschreibung                                                                                               | Akten-Nr.    | Bild           |
| --------------------------------------------- | ------------------------------- | --- | ------------ | -------------- |
| Weiler (am nördlichen Ortsausgang) (Standort) | Kapelle zum Heiland in der Wies | Kleiner Rechteckbau mit Satteldach und halbrunder Apsis, zwischen 1789 und 1817 errichtet; mit Ausstattung | D-7-78-177-1 | weitere Bilder |